# Halodiplosis vicina
Halodiplosis vicina är en tvåvingeart som först beskrevs av Marikovskij 1955.  Halodiplosis vicina ingår i släktet Halodiplosis och familjen gallmyggor. Inga underarter finns listade i Catalogue of Life.